# NGC 2504
NGC 2504 è una piccola galassia a spirale peculiare situata nella costellazione del Cane Minore, a una distanza di circa 137 milioni di anni luce dalla nostra Via Lattea.

## Scoperta
La galassia è stata scoperta il 25 marzo 1864 dall'astronomo tedesco Albert Marth.

## Descrizione
NGC 2504 presenta una larga riga a 21 cm dell'idrogeno neutro.
Dato il valore della sua luminosità superficiale pari a 11,55, NGC 2504 può essere inclusa tra le galassie che presentano una elevata luminosità superficiale.